# 95 Аретуса
95 Аретуса — астероїд головного поясу, відкритий 23 листопада 1867 року німецьким астрономом Робертом Лютером в Дюссельдорфі, Німеччина. Астероїд названий на честь давньогрецької німфи Аретуси.
Тіссеранів параметр щодо Юпітера — 3,176.
Астероїд належить до спектрального класу C. Тричі спостерігалося покриття зірки астероїдом (2 лютого 1998, та двічі у січні 2003).
Аретуса має темну вуглецеву поверхню. Астероїд не перетинає орбіту Землі й обертається навколо Сонця за 5,38 юліанського року.